# Бон-Жезус (Параиба)
Бон-Жезус (порт. Bom Jesus) — муниципалитет в Бразилии, входит в штат Параиба. Составная часть мезорегиона Сертан штата Параиба. Входит в экономико-статистический микрорегион Кажазейрас. Население составляет 2532 человека на 2006 год. Занимает площадь 47,421 км². Плотность населения — 53,4 чел./км².
Праздник города — 5 ноября.

## История
Город основан 5 ноября 1963 года.

## Статистика
- Валовой внутренний продукт на 2003 год составляет 5 457 770,00 реалов (данные: Бразильский институт географии и статистики).
- Валовой внутренний продукт на душу населения на 2003 год составляет 2297,04 реалов (данные: Бразильский институт географии и статистики).
- Индекс развития человеческого потенциала на 2000 год составляет 0,580 (данные: Программа развития ООН).

## География
Климат местности: тропический.